# Joseph Baras
Joseph Baras – belgijski strzelec, olimpijczyk.
Brał udział w Letnich Igrzyskach Olimpijskich 1900. Został sklasyfikowany w czterech konkurencjach indywidualnych i jednej drużynowej. Najwyższe miejsce indywidualnie (28. pozycja ex aequo ze swoim rodakiem  Julesem Burym), zajął w strzelaniu z karabinu dowolnego leżąc z odl. 300 m. W pozostałych trzech zawodach indywidualnych, zajmował zawsze ostatnią pozycję. W jedynej konkurencji drużynowej, uplasował się na szóstym miejscu.

## Wyniki olimpijskie
| Igrzyska   | Konkurencja                                     | Wynik                                                                                             | Miejsce     | Źródło |
| ---------- | ----------------------------------------------- | ------------------------------------------------------------------------------------------------- | ----------- | ------ |
| Paryż 1900 | Karabin dowolny, trzy postawy, 300 m            | 713 punktów Pozycja leżąca: 270 punktów Pozycja klęcząca: 210 punktów Pozycja stojąca: 233 punkty | 30 (na 30)  | [ 1 ]  |
| Paryż 1900 | Karabin dowolny, trzy postawy, 300 m, drużynowo | 4166 punktów drużynowo (713 punktów indywidualnie)                                                | 6 (na 6)    | [ 2 ]  |
| Paryż 1900 | Karabin dowolny klęcząc, 300 m                  | 210 punktów                                                                                       | 30 (na 30)  | [ 3 ]  |
| Paryż 1900 | Karabin dowolny leżąc, 300 m                    | 270 punktów                                                                                       | 28T (na 30) | [ 4 ]  |
| Paryż 1900 | Karabin dowolny stojąc, 300 m                   | 233 punkty                                                                                        | 30 (na 30)  | [ 5 ]  |